# Johannes Kempf

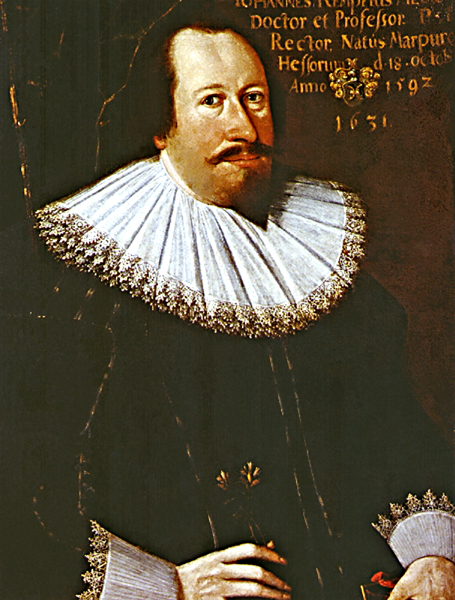
Johannes Kempf

Johannes Kempf auch: Kempfius, Kempfe; (* 18. Oktober 1592 in Marburg; † 25. Juni 1635 in Gießen), war ein deutscher Mediziner.

## Leben
Johannes war der Sohn des Fruchtverwalters und Rentschreibers in Marburg Wilhelm Kempf (* ± 1552 in Treysa; † 6. Dezember 1611 in Eschwege) und dessen am 10. Dezember 1582 in Marburg geheirateten Frau Ottilie Vietor (* 19. Juli 1564 in Alsfeld; † vor 1611). Seine erste Ausbildung hatte er ab 1604 am Pädagogium der Universität Marburg erhalten. Am 31. Oktober 1614 immatrikulierte er sich an der Universität Gießen, wo er ab dem 1. Dezember 1615 als Stipendiatenmajor wirkte und 1619 zum Doktor der Medizin promovierte. Am 25. Mai 1625 erhielt er die Professur für Pathologie und Botanik an der Universität Marburg. Er war 1625 Dekan der medizinischen Fakultät und 1629 Rektor der Marburger Alma Mater. In letzterer Funktion nahm er für die Hochschule die Vertretung auf dem hessischen Landtag in Gießen war und zog im Mai 1634 als hessisch-darmstädtischer Leibarzt nach Gießen, wo er nach kurzer Wirksamkeit starb.

## Familie
Aus seiner 1623 geschlossenen Ehe mit Marie Blankenheim, der Tochter des hessischen Küchenmeisters Philipp Blankenheim und dessen Frau Catharina geb. Happel, stammen Kinder. Von diesen kennt man:
1. Tochter Marie Adelheid Kempf, ⚭ mit dem kurbrandenburgischen Rat in Stade Lic. jur. N.N. Huß
2. Tochter Anne Lucie Kempf (* 21. Februar 1631 in Marburg; † 14. Juni 1671 in Halberstadt)[4] ⚭ 23. September 1650 mit dem kurbrandenburgischen Amtmann in Halberstadt Albert Wippermann
3. Tochter Anne Catherine Kempf, ⚭ mit dem Kellermeister Johann Ernst Sittenfleisch
4. Tochter Anne Margarethe Kempf

## Weblink
- Kempf, Johannes. Hessische Biografie.  In: Landesgeschichtliches Informationssystem Hessen (LAGIS).